# Fred Walton
Fred Walton (Brighton, 26 luglio 1865 – Dulwich, 28 dicembre 1936) è stato un attore e regista inglese.

## Biografia
Nato a Brighton nell'East Sussex nel 1865, esordì sullo schermo nel 1910, all'età di 45 anni, protagonista di The Hall-Room Boys, un cortometraggio della Selig Polyscope, compagnia per cui girò tutti i suoi primi film, passando poi alla Powers Picture Plays. Nel 1911 realizzò un paio di film come regista, uno per la Powers, uno per la Selig.
Dopo un'assenza dagli schermi durata 13 anni, tornò nel 1924, iniziando una carriera di caratterista che lo vide impersonare spesso ruoli di maggiordomo, valletto, medico, militare o parente di una certa età. Prese parte a una cinquantina di film, diretto da registi quali Cecil B. DeMille, Frank Urson, Arthur Lubin, John Cromwell, William Dieterle, Reginald Barker, Henry King.
Morì alla fine del 1936 a Dulwich, all'età di 71 anni.

## Filmografia

### Attore (parziale)
- The Hall-Room Boys - cortometraggio (1910)
- Mr. Four Flush - cortometraggio (1910)
- Her Words Came True - cortometraggio (1911)
- The Reporter - cortometraggio (1911)
- Oh, Baby!  - cortometraggio (1911)
- The Picnic - cortometraggio (1911)
- A Foot Romance - cortometraggio (1911)
- A Turkish Cigarette - cortometraggio (1911)
- Babes in the Woods, regia di Fred Walton - cortometraggio (1911)
- April Fool, regia di Fred Walton - cortometraggio (1911)
- L'eterno femminino (The Fast Set), regia di William C. de Mille (1924)
- Marriage in Transit, regia di Roy William Neill (1925)
- She Wolves, regia di Maurice Elvey (1925)
- New Brooms, regia di William C. de Mille (1925)
- The Splendid Crime, regia di William C. de Mille (1925)
- Eight-Cylinder Bull, regia di Alfred Davis, Max Gold, Jack Leys (1926)
- 30 Below Zero, regia di Robert P. Kerr (1926)
- The City, regia di Roy William Neill (1926)
- Car Shy, regia di Orville O. Dull (1927)
- The Little Adventuress di William C. de Mille (1927)
- Sin Takes a Holiday di Paul L. Stein (1930)
- Kiki, regia di Sam Taylor (1931)

### Regista
- Babes in the Woods - cortometraggio (1911)
- April Fool - cortometraggio (1911)